# Fokker M 3
Die Fokker M 3 war ein von Anthony Fokker vor dem Ersten Weltkrieg in Deutschland entwickeltes zweisitziges Militärflugzeug.

## Entwicklung
Fokker konstruierte die M 3 als Reaktion auf einen von der Fliegertruppe am 14. Juni 1913 erteilten Auftrag A.113–118/13 zur Schaffung eines als Rumpf-Eindecker, Militärtyp bezeichneten Zweisitzers. Er orientierte sich dabei an seiner M 2 (Militär A.), stattete den Nachfolger aber mit einem vereinfachten viereckigen Rumpf aus, gebildet durch vier Längsstahlrohre, wodurch die bei der M 2 verwendeten zusätzlichen Formgebungshölzer für den runden Rumpfquerschnitt entfallen konnten. Als Antrieb diente ein Sechszylinder-Argusmotor mit 100 PS. Das Flugzeug wurde bei der Fokker Aeroplanbau mbH in Johannisthal bis zum September 1913 gebaut und auf der vom 28. September bis 5. Oktober 1913 stattfindenden Herbstflugwoche vorgestellt. Anschließend fanden in Döberitz die Abnahmeflüge für das Militär statt. Da die M 3 die vorgegebene Start- und Landerollstrecke überschritt, wurde der Typ abgelehnt.
Ein weiteres Flugzeug wurde auf Nachfrage eines russischen Auftraggebers gefertigt. Es wurde als M 3a bezeichnet und erhielt anstelle des Argus-Antriebs einen französischen Vierzylindermotor von Renault mit 70 PS (51 kW) sowie ein zweites Seitenruder unter dem Rumpf. Bei einer Bruchlandung des Bestellers in Schwerin wurde es zerstört.

## Konstruktion
Die M 3 war ein verspannter Tiefdecker mit stoffbespanntem Stahlrohrrumpf. Die Tragflächen waren zweiholmig und als Holzgerüste mit Stoffbespannung ausgeführt. Sie besaßen keine Querruder zur Steuerung, sondern wurden per Verwindung betätigt. Die Tragfläche bestand aus einer ebenfalls mit Stoff bespannten Holzkonstruktion. Ein stoffbespanntes Stahlrohrgerüst bildete das gedämpfte Höhenruder des Leitwerks. Die Seitenleitwerksfläche war über dem Rumpf befestigt; die M 3a besaß noch eine weitere darunter. Das starre Hauptfahrwerk besaß eine durchgehende Achse und war durch Streben sowie Stahldrähte mit Rumpf und Flächen verbunden. Als Überschlagschutz waren noch zwei Kufen installiert. Am Heck befand sich ein Schleifsporn.

## Technische Daten
| Kenngröße             | Daten                                                                                |
| --------------------- | ------------------------------------------------------------------------------------ |
| Besatzung             | 2                                                                                    |
| Spannweite            | 13,85 m                                                                              |
| Länge                 | 7,95 m                                                                               |
| Höhe                  | 2,70 m                                                                               |
| Flügelfläche          | 26,5 m²                                                                              |
| Flügelstreckung       | 7,24                                                                                 |
| Leermasse             | 625 kg                                                                               |
| Startmasse            | 960 kg                                                                               |
| Antrieb               | ein wassergekühlter Sechszylinder-Reihenmotor mit starrer Zweiblatt-Holzluftschraube |
| Typ, Leistung         | Argus, 100 PS (74 kW)                                                                |
| Kraftstoffvorrat      | 120 kg                                                                               |
| Ölvorrat              | 25 kg                                                                                |
| Höchstgeschwindigkeit | 125 km/h                                                                             |
| Steigzeit             | 10 min auf 1000 m Höhe                                                               |